# Gardenia coronaria
Gardenia coronaria là một loài thực vật có hoa trong họ Thiến thảo. Loài này được Buch.-Ham. mô tả khoa học đầu tiên năm 1809.